# ريتشارد جانسين
ريتشارد جانسين (بالهولندية: Richard Janssen)‏ هو مغني وموسيقي وعازف قيثارة هولندي، ولد في 12 أبريل 1961 في مانشستر في المملكة المتحدة.

## وصلات خارجية
- ريتشارد جانسين على موقع ميوزك برينز (الإنجليزية)
- ريتشارد جانسين على موقع ديسكوغز (الإنجليزية)